# Davewakeum miriamae
Davewakeum miriamae är en ödleart som beskrevs av  Heyer 1972. Davewakeum miriamae ingår i släktet Davewakeum och familjen skinkar.
Artens utbredningsområde är Thailand. Inga underarter finns listade i Catalogue of Life.